# Phare de Harbor of Refuge

Le phare de Harbor of Refuge (en anglais : Harbor of Refuge Light) est un phare  à caisson situé sur le brise-lames océanique du Delaware Breakwater (en) dans la baie de la Delaware, à l'ouest de la ville de Lewes dans le Comté de Sussex, Delaware. Il marque le National Harbor of Refuge and Delaware Breakwater Harbor Historic District (en) inscrit  au Registre national des lieux historiques depuis le 27 mars 1989 sous le n° 89000289 .

## Création du brise-lames Delaware
En 1825, une loi du Congrès a autorisé la construction initiale d'un brise-lames au large du cap Henlopen afin de créer un port artificiel pour les navires par temps orageux. Ce brise-lames n'a été achevé qu'en 1869. À mesure que la construction navale progressait dans la seconde moitié du XIXe siècle, ce port n'était plus suffisamment profond pour les navires plus récents et plus grands de l'United States Navy. Ainsi, un brise-lames extérieur a été construit pour résoudre ce problème en 1892. Le nouveau brise-lames a été construit à environ 2 km au nord du brise-lames d'origine. Les travaux sur ce brise-lames de 2,420 m ont finalement été achevés en 1901. Le nouveau port sûr s'appelait le National Harbor of Refuge.

## Balise temporaire
Le brise-lames a d'abord été éclairé par une paire de balises temporaires placées à chaque extrémité. L'extrémité sud, où se trouve le phare actuel, comportait une tour blanche de 9 m avec une lanterne à lentille affichant une lumière rouge. La tour, achevée le 1er janvier 1902, avait également une corne de brume. Les deux balises ont été détruites lors d'une tempête l'année suivante et ont ensuite été remplacées.

## Le premier phare
En 1906, la construction d'une structure permanente pour l'extrémité sud du brise-lames extérieur a commencé. La fondation métallique cylindrique a été achevée en 1907. Le bâtiment hexagonale blanc de 3 étages de 16 m était surmonté d'une lanterne noire. Cette structure a finalement été achevée le 20 novembre 1908. Le plan d'origine avait prévu une structure en brique, bien qu'elle ait été changée en bois lors de la planification finale. Ce phare initial était équipé d'une lentille de Fresnel du quatrième ordre , qui clignotait en blanc toutes les 10 secondes. De plus, une sirène de brouillard de première classe fonctionnant à l'air comprimé a été installée. Cependant, cette station s'est rapidement révélée inadaptée aux conditions climatiques. Les tempêtes ont projeté des vagues complètement au-dessus de la tour. Le phare a été déplacé de deux pouces de sa fondation lors d'une tempête de 1918 et de deux pouces de plus en 1920. En conséquence, il a été rendu inhabitable et il a ensuite été démantelé par le United States Lighthouse Service en 1925.

## Le phare actuel
Le 15 novembre 1926, le nouveau feu du National Harbour of Refuge a été établi. Cette nouvelle structure en fonte a été conçue pour supporter les tempêtes les plus intenses de l' Atlantique. La structure actuelle de 23 m est une tour conique blanche avec une lanterne noire. La maison elle-même repose sur un caisson en fonte intégré au brise-lames. La jetée de la tour est doublée à l'intérieur de béton armé, tandis que l'intérieur de la tour est doublé de briques. Tout cela repose sur un bloc de béton à l'intérieur du brise-lames. À l'origine, la tour était équipée d'une lentille de Fresnel du quatrième ordre à quatre panneaux qui clignotait toutes les 10 secondes à une hauteur focale de 22 m. La lentille tournait sur des roulements à billes par un mécanisme d'horlogerie qui était entraîné par des poids dans une colonne de fer centrale creuse.
Cette construction a été sévèrement testée à plusieurs reprises. Une tempête de 1929 a frappé le phare. En 1960, l'ouragan Donna a cassé une fenêtre sur le pont principal. La tempête du mercredi des cendres de 1962 a ensuite frappé la baie du Delaware, inondant partiellement le phare lorsqu'une vague a cassé une fenêtre du deuxième étage. Des vents intenses ont secoué la tour et la haute mer a complètement submergé le brise-lames. Le caisson a également été heurté par un navire en 1986.
Après que la lentille de Fresnel soit devenue obsolète, la maison a été équipée d'une balise aérodynamique DCB-36. Celle-ci a été utilisée de 1945 à 1997, date à laquelle elle est également devenue obsolète. Aujourd'hui, la tour fonctionne avec un Vega VRB-25 fonctionnant à l'énergie solaire et affichant une lumière blanche clignotante toutes les 5 secondes et est visible jusqu'à 31 km. Ce feu possède également deux secteurs rouges qui peuvent être vus sur 26 km et avertissent des hauts-fonds à proximité. En guise de sauvegarde, il y a une lanterne de 250 mm fonctionnant à l'énergie solaire, bien que sa visibilité ne soit que de 14 km. Enfin, le signal de brouillard est un FA/232 et également exploité par l'énergie solaire, émettant 2 explosions toutes les 30 secondes. Le phare a été automatisé en 1973 et est toujours une aide active à la navigation.

## Maintenant
L'extérieur de la tour a été restauré par la Garde côtière américaine en 1999. Toujours en 1999, la Delaware River and Bay Lighthouse Foundation a commencé à travailler pour sa restauration. En 2001, la Garde côtière a réparé la plate-forme d'amarrage et les échelles pour améliorer la sécurité de l'accès au bâtiment. En avril 2002, la Delaware River and Bay Lighthouse Foundation, une organisation bénévole à but non lucratif, a signé un bail pour gérer la structure. Le débarcadère de la station a été restauré en mars 2003 et la première tournée a eu lieu en juin. À l'exception d'une brève interruption en 2005 en raison de l'impossibilité d'obtenir une assurance pour le phare, la Fondation a poursuivi un programme régulier de visites chaque été depuis lors. L'organisation a obtenu la propriété du Département de l'Intérieur des États-Unis en 2004 en vertu du National Historic Lighthouse Preservation Act (en) de 2000. La première étape a été de restaurer les fenêtres, qui avaient été retirées. Les dommages causés par l'ouragan Isabel en septembre 2003 ont été rapidement réparés, mais il est à craindre que le phare ne soit menacé par le mauvais état du brise-lames sur lequel il est construit et qui appartient toujours au gouvernement fédéral et qui relève de la responsabilité de l'entretien du Corps du génie de l'armée des États-Unis. Avec la bénédiction du Corps des ingénieurs, la Delaware River & Bay Lighthouse Foundation a commencé à chercher des crédits fédéraux pour financer les réparations du brise-lames. Un crédit d'un peu moins de 350.000 $ a finalement été fait avec le budget fédéral de 2008 et le Corps des ingénieurs a commencé des travaux d'arpentage et de planification en prévision des réparations. Ils estiment qu'il faudra au moins 2,7 millions de dollars pour stabiliser la structure centenaire. Pendant ce temps, la Fondation continue de préserver le phare lui-même et, en 2008, a acheté un nouveau système de porte en acier inoxydable pour l'entrée principale.

## Caractéristiques dufeu maritime
Fréquence : 5 secondes (W)
- Lumière : 1 seconde
- Obscurité : 5 secondes

Identifiant : ARLHS : USA-366 ; USCG : 2-1530 ; Admiralty : J1280 .

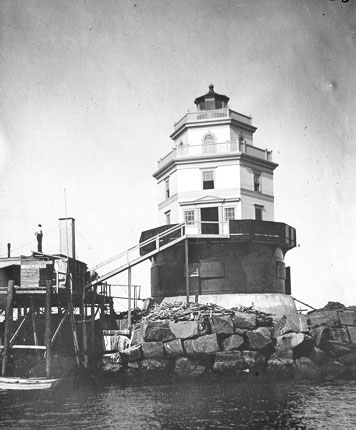
Le phare en 1908
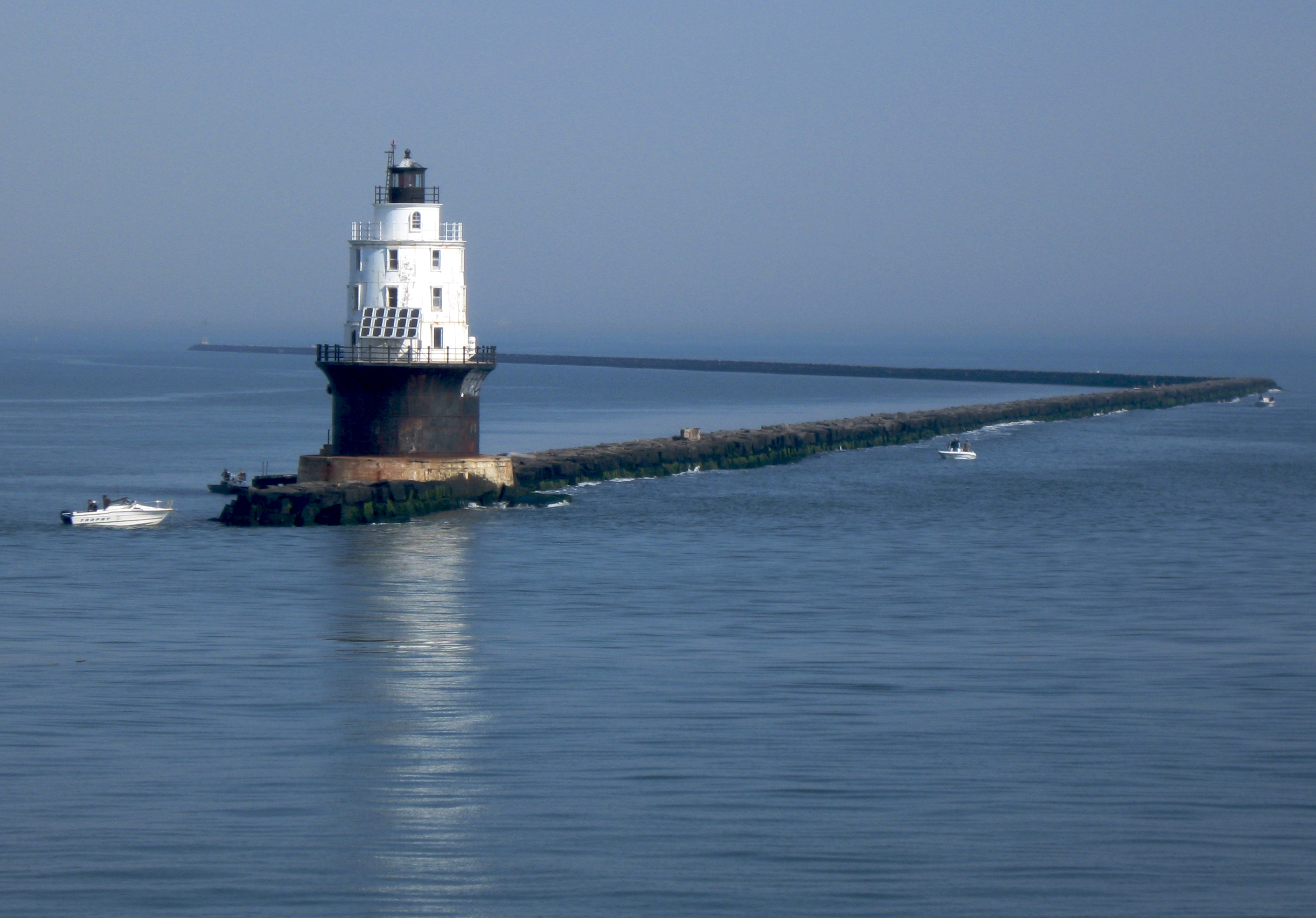
Le phare sur le brise-lames

### Lien connexe
- Liste des phares du Delaware